# Casa de la Societat (Barberà de la Conca)

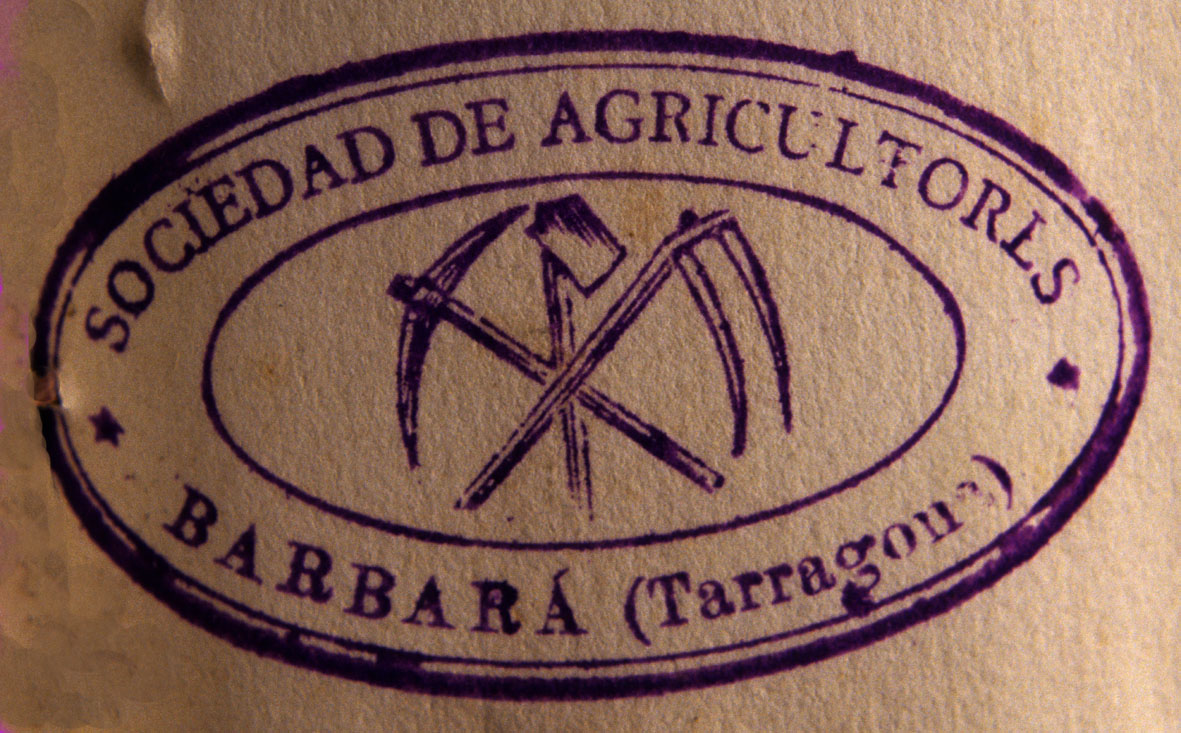
Segell de la Societat Agrícola de Barberà, 1894.

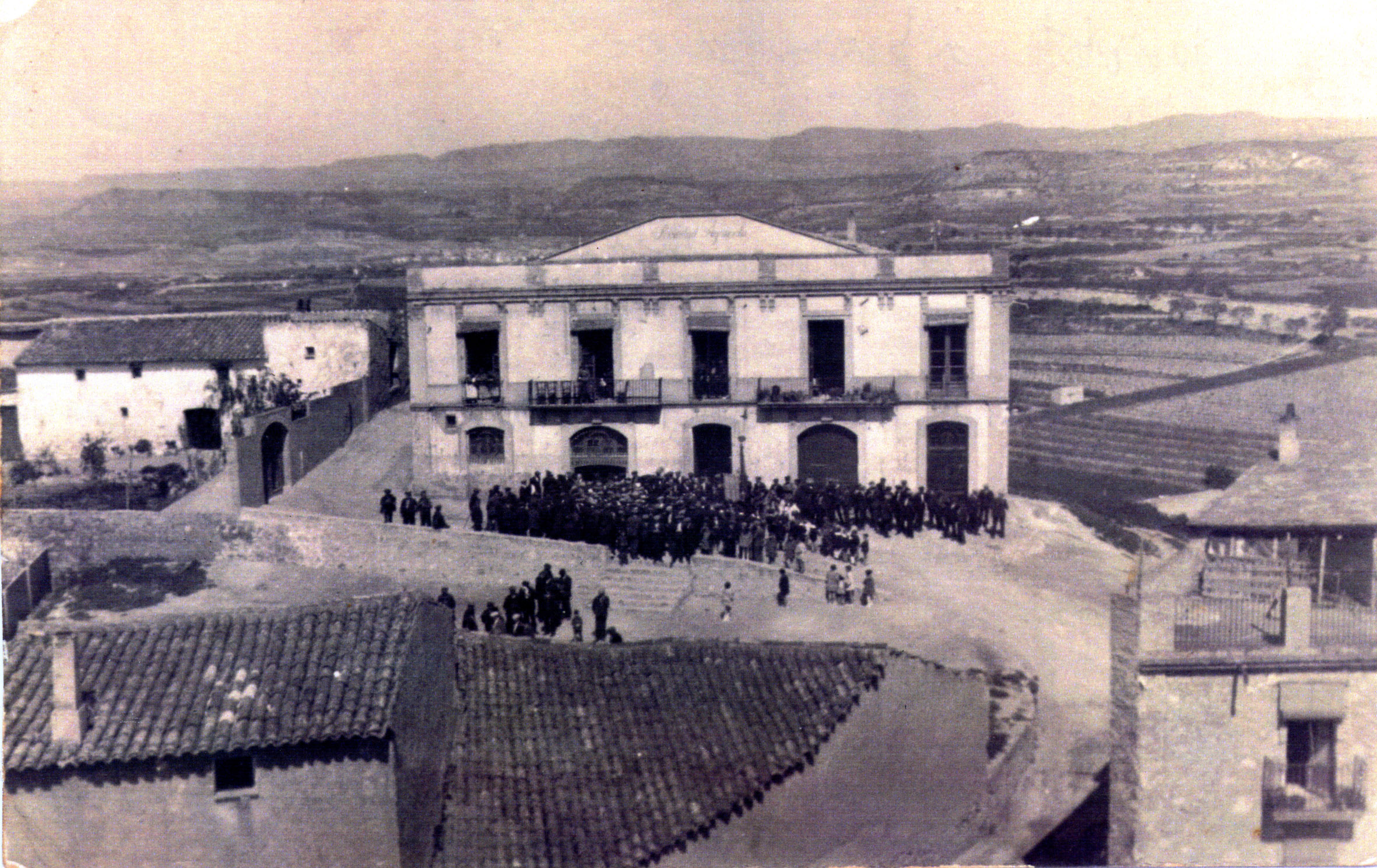
"La Casa" de la Societat Agrícola de Barberà, anys vint del. Concentració dels socis en començar la manifestació del Primer de Maig.

La Casa de la Societat de Barberà de la Conca, coneguda popularment com "la Casa" (nom que fa pensar en la "Casa del Poble" del Socialisme, que era la ideologia de l'entitat), fou el local social de la Sociedad de Trabajadores Agrícolas del pueblo de Barbará fundada el 1894. Aquest col·lectiu, que construí el primer celler cooperatiu de Catalunya (celler de la Societat de Barberà) entre 1899 i 1902, d'antuvi aixecà la Casa. Amb aquesta intenció, el 12 de gener de 1896, comprava per 500 pessetes una finca al raval de la Salut (actual carrer de la Societat) de Barberà, i tot seguit, amb la participació de tots els socis, començà l'obra que inaugurà el Primer de Maig de 1897. L'edifici no el projectà un arquitecte, sinó un soci paleta, Josep Vilaró el Bepo, sembla que amb la col·laboració de Joan Esplugas i Moncusí.
"La Casa" satisfeia les necessitats bàsiques de l'associació, car tenia una distribució d'allò més racional inspirada en la casa popular dels nostres pobles. Planta rectangular, pròxima al quadrat, i tres nivells, baixos, pis principal i golfes; ordenada segons tres crugies, de les quals la del mig és menys ampla i conté la porta principal, l'entrada i les escales per pujar a la planta noble. La de ponent, tenia a baix magatzems i a dalt serveis, com la secretaria, la biblioteca i el pis del conserge. La de llevant estava ocupada, a la planta baixa, per una sala polivalent (per a ball, cine i/o teatre), i al pis del damunt, per la sala del cafè i l'escola dels fills dels socis. El frontispici, orientat a migdia, mesura 23,5 m d'amplada per 10 d'alçada, i d'acord amb la distribució dels espais interiors, presenta una composició simètrica de cinc portes (dues a les crugies laterals i una -la principal- a la del mig), i cinc balcons. Els dos nivells venen assenyalats per cornises amb permòdols; finalment, corona la façana un frontó on hi ha retolat el nom de l'entitat: Sociedad Agrícola.
A la Casa s'hi duien a terme tota mena d'activitats destinades al lleure, la instrucció i la cultura. Ho palesa l'existència d'una escola laica, una biblioteca, una sala per al cine i el ball, o per escoltar música clàssica amb una pianola; així mateix, conferències i cursets de tota mena (noves tècniques de producció agrària, enologia i vinificació, planificació familiar…) que organitzaven els dirigents, fruit de l'esperit racionalista i la fe en el progrés que els impulsava. La Festa Major de la Societat era el Primer de Maig, i aquell dia hom celebrava una manifestació festiva que es convocava davant de la Casa i recorria després els carrers del poble per acabar amb un míting i el cant de la Marsellesa.
L'any 1939, la dictadura franquista clausurà la Casa i a partir d'aleshores fou utilitzada com a magatzem i granja de gallines. A finals dels anys setanta del segle passat, estava molt degradada quan un incendi en feu perillar l'existència. Feliçment, en arribar la democràcia, un grup de barberencs, encapçalats pel poeta José Agustín Goytisolo, amb el suport de l'ajuntament aconseguí les subvencions necessàries per restaurar-la i retornar-li la dignitat. Actualment és propietat de l'Ajuntament de Barberà de la Conca.